# 아그니 3

아그니3는 잠수함에서 발사되지 않고 지상에서 발사하더라도 한반도가 사거리내에 들어온다.

아그니 3(Agni-III)는 인도의 중거리탄도유도탄이다.

## 트라이던트
유엔 안보리 상임이사국 5개국은 SSBN에 대륙간 탄도 미사일을 탑재하고 있다. 미국 록히드 마틴의 트라이던트 II가 대표적인 SSBN용 핵미사일이다. 러시아, 중국, 프랑스도 트라이던트 II와 무게와 사거리가 비슷한 미사일을 보유하고 있다. 영국은 미국의 트라이던트 II를 수입해 쓰고 있다.
인도는 아직 트라이던트 II급에 해당하는 SLBM이 없다. 현재 아그니 3가 개발중인데, 아그니 3의 무게, 크기, 사거리가 미국의 트라이던트 II와 매우 유사하다. 인도는 아그니 3를 개발완료해, 인도 최초의 SSBN인 아리한트급 잠수함에서 발사하겠다는 계획이다. 아리한트급 잠수함에는 4개의 수직발사대가 있으며, 직경은 2.4 m인데, 아그니 3의 직경은 2.0 m이다.
- 미국 해군 - 트라이던트 II, 58톤, 1990년 배치
- 영국 해군 - 트라이던트 II, 58톤
- 러시아 해군 - R-29RMU, 40톤, 2007년 배치
- 프랑스 해군 - M51 미사일, 52톤, 2010년 배치
- 중국 해군 - JL-2, 42톤, 개발중
- 인도 해군 - 아그니 3, 44톤, 2011년 배치

## 같이 보기
- 아그니 4
- 아그니 5